# Ágnes Őze-Sipka
Ágnes Őze-Sipka (ur. 14 sierpnia 1954) – węgierska lekkoatletka, biegaczka długodystansowa (maratonka).
Nie ukończyła maratonu podczas zawodów Przyjaźń-84. 20. zawodniczka mistrzostw Europy na tym dystansie (1986). W 1987 zajęła 34. miejsce w mistrzostwach świata kobiet w biegach ulicznych (rywalizowano na dystansie 15 kilometrów).
Trzykrotna mistrzyni Węgier w biegu maratońskim (1981, 1985 i 1989). Reprezentantka kraju w zawodach pucharu Europy. Wielokrotna zwyciężczyni różnych maratonów, w tym Berlińskiego (1984). Złota medalistka mistrzostw Europy weteranów.

## Rekordy życiowe
- Bieg maratoński – 2:28:51 (1986)[1], były rekord Węgier[5]